# Arctia aurantiaca
Arctia aurantiaca är en fjärilsart som beskrevs av Stanislaus Klemensiewicz 1912. Arctia aurantiaca ingår i släktet Arctia och familjen björnspinnare. Inga underarter finns listade i Catalogue of Life.